# Aurora Mikalsen
Aurora Mikalsen (Kristiansund, 21 maart 1996) is een voetbalspeelster uit Noorwegen. Ze speelt als doelverdedigster voor 1. FC Köln in de Bundesliga.

## Clubcarrière
Mikalsen begon haar carrière bij Clauseneng in haar geboortstad Kristiansund. In augustus 2012 maakte ze de overstap naar Arna-Bjørnar. Op 2 november 2013 maakte Mikalsen haar debuut in de Toppserien voor Arna-Bjørnar in een met 2-1 verloren wedstrijd tegen Vålerenga IF. In 2015 keerde Mikalsen terug bij Clauseneng. Daar speelde ze haar wedstrijden voor zowel het onder 19 als het seniorenteam. Tevens keepte ze wedstrijden voor het onder 19 team van de jongens. Op 16 december 2015 verliet ze Clauseneng opnieuw om ditmaal uit te komen voor Kolbotn IF. Voor deze club maakte ze haar debuut op 28 maart 2016 in een 1-1 gelijkspel tegen LSK Kvinner FK.
Vanaf juli 2019 trainde Mikalsen mee bij het Engelse Manchester United WFC toen het team op trainingskamp was in Oslo. Op 6 september 2019 legde de club uit Manchester Mikalsen definitief vast. Door blessureleed bij andere keepsters was Mary Earps de enige keepster overgebleven in de selectie waardoor Mikalsen als back-up werd gehaald. Mikalsen keept één wedstrijd voor Manchester United in een League Cup wedstrijd tegen Leicester City FC op 21 november 2019. Aan het einde van het seizoen werd haar contract niet verlengd.
Op 27 juli 2020 maakte Tottenham Hotspur F.C. bekend Mikalsen voor twee jaar te hebben vastgelegd. Op 31 januari 2021 maakte Mikalsen haar debuut in een wedstrijd tegen Chelsea FC door in te vallen voor de geblesseerd uitgevallen Rebecca Spencer.  De volgende vijf wedstrijden keepte Mikalsen bij absentie van Spencer. Op het einde van het seizoen vertrok Mikalsen ondanks een doorlopend contract bij Tottenham Hotspur WFC.
Op 28 juli 2021 keerde Mikalsen terug in de Noorse Toppserien bij IL Sandviken. In het seizoen 2022 werd de club hernoemd naar SK Brann Kvinner waardoor Mikalsen de club uit Bergen behouden bleef. In het seizoen 2023 wist Mikalsen met Brann de play-offs van de Champions League te halen. Met Mikalsen onder de lat kwam de club te kort tegen FC Barcelona.
Op 15 januari 2025 tekende Mikalsen een anderhalfjarig contract bij het Duitse 1. FC Köln tot medio 2026. Ze maakte haar debuut in een competitiewedstrijd tegen VfL Wolfsburg waarin ze gelijk de nul wist te houden.

## Statistieken
| Seizoen | Club                   | Competitie              | Competitie | Competitie | Beker | Beker | Overig | Overig | Totaal | Totaal |
| Seizoen | Club                   | Competitie              | Wed.       | Dlp.       | Wed.  | Dlp.  | Wed.   | Dlp.   | Wed.   | Dlp.   |
| ------- | ---------------------- | ----------------------- | ---------- | ---------- | ----- | ----- | ------ | ------ | ------ | ------ |
| 2013    | Arna-Bjørnar           | Toppserien              | 1          | 0          | 0     | 0     | 0      | 0      | 1      | 0      |
| 2014    | Arna-Bjørnar           | Toppserien              | 0          | 0          | 0     | 0     | 0      | 0      | 0      | 0      |
| 2016    | Kolbotn IF             | Toppserien              | 8          | 0          | 0     | 0     | 0      | 0      | 8      | 0      |
| 2017    | Kolbotn IF             | Toppserien              | 22         | 0          | 0     | 0     | 0      | 0      | 22     | 0      |
| 2018    | Kolbotn IF             | Toppserien              | 22         | 0          | 0     | 0     | 0      | 0      | 22     | 0      |
| 2019    | Kolbotn IF             | Toppserien              | 12         | 0          | 0     | 0     | 0      | 0      | 12     | 0      |
| 2019/20 | Manchester United WFC  | FA Women's Super League | 0          | 0          | 1     | 0     | 0      | 0      | 1      | 0      |
| 2020/21 | Tottenham Hotspur F.C. | FA Women's Super League | 5          | 0          | 0     | 0     | 0      | 0      | 5      | 0      |
| 2021    | IL Sandviken           | Toppserien              | 9          | 0          | 0     | 0     | 0      | 0      | 9      | 0      |
| 2022    | SK Brann Kvinner       | Toppserien              | 21         | 0          | 0     | 0     | 0      | 0      | 21     | 0      |
| 2022    | SK Brann Kvinner       | Toppserien              | 21         | 0          | 0     | 0     | 4      | 0      | 25     | 0      |
| 2023    | SK Brann Kvinner       | Toppserien              | 25         | 0          | 0     | 0     | 12     | 0      | 37     | 0      |
| 2024    | SK Brann Kvinner       | Toppserien              | 27         | 0          | 0     | 0     | 0      | 0      | 27     | 0      |
| 2024/25 | 1. FC Köln             | Bundesliga              | 1          | 0          | 0     | 0     | 0      | 0      | 1      | 0      |
| Totaal  | Totaal                 | Totaal                  | 153        | 0          | 1     | 0     | 16     | 0      | 170    | 0      |

Bijgewerkt t/m 11 februari 2025.

## Interlandcarrière
Aurora Mikalsen werd voor het eerst opgeroepen voor het Noorwegen in februari 2018. Ze maakte haar debuut voor Noorwegen in een Algarve Cup wedstrijd tegen Portugal op 16 februari 2022.
Op 19 juni 2023 werd bekend dat Mikalsen was opgenomen in de selectie van Noorwegen voor het WK 2023 door bondscoach Hege Riise. Mikalsen kwam alle wedstrijden van Noorwegen op dit toernooi in actie. Noorwegen werd in de achtste finales uitgeschakeld tegen Japan.